# Казанова Лонати
Казано̀ва Лона̀ти (на италиански: Casanova Lonati, на местен диалект: Casanöva, Казаньова) е село и община в Северна Италия, провинция Павия, регион Ломбардия. Разположено е на 64 m надморска височина. Населението на общината е 460 души (към 2017 г.).